# Gran Premio di superbike di Losail 2007
Il Gran Premio di superbike di Losail 2007 è stato la prima prova su tredici del campionato mondiale Superbike 2007, disputato il 24 febbraio sul circuito di Losail, in gara 1 ha visto la vittoria di Max Biaggi davanti a James Toseland e Lorenzo Lanzi, la gara 2 è stata vinta da James Toseland che ha preceduto Max Biaggi e Troy Corser.
La vittoria nella gara valevole per il campionato mondiale Supersport 2007 è stata ottenuta da Kenan Sofuoğlu.

## Risultati

### Gara 1

#### Arrivati al traguardo[4]
| Pos. | Nº  | Pilota             | Squadra                     | Motocicletta        | Giri | Tempo     | Griglia | Punti |
| ---- | --- | ------------------ | --------------------------- | ------------------- | ---- | --------- | ------- | ----- |
| 1º   | 3   | Max Biaggi         | Alstare Suzuki Corona Extra | Suzuki GSX-R1000 K7 | 18   | 36:10.115 | 2º      | 25    |
| 2º   | 52  | James Toseland     | Hannspree Ten Kate Honda    | Honda CBR1000RR     | 18   | +0:01.483 | 3º      | 20    |
| 3º   | 57  | Lorenzo Lanzi      | Ducati Xerox                | Ducati 999 F07      | 18   | +0:13.906 | 5º      | 16    |
| 4º   | 71  | Yukio Kagayama     | Alstare Suzuki Corona Extra | Suzuki GSX-R1000 K7 | 18   | +0:14.819 | 7º      | 13    |
| 5º   | 21  | Troy Bayliss       | Ducati Xerox                | Ducati 999 F07      | 18   | +0:17.305 | 6º      | 11    |
| 6º   | 76  | Max Neukirchner    | Suzuki Germany              | Suzuki GSX-R1000 K6 | 18   | +0:24.931 | 8º      | 10    |
| 7º   | 44  | Roberto Rolfo      | Hannspree Ten Kate Honda    | Honda CBR1000RR     | 18   | +0:25.165 | 10º     | 9     |
| 8º   | 41  | Noriyuki Haga      | Yamaha Motor Italia         | Yamaha YZF-R1       | 18   | +0:27.320 | 4º      | 8     |
| 9º   | 11  | Troy Corser        | Yamaha Motor Italia         | Yamaha YZF-R1       | 18   | +0:31.237 | 1º      | 7     |
| 10º  | 111 | Rubén Xaus         | Team Sterilgarda            | Ducati 999 F06      | 18   | +0:31.669 | 11º     | 6     |
| 11º  | 99  | Steve Martin       | D.F.X. Corse                | Honda CBR1000RR     | 18   | +0:42.355 | 17º     | 5     |
| 12º  | 38  | Shin'ichi Nakatomi | Yamaha YZF                  | Yamaha YZF-R1       | 18   | +0:46.845 | 16º     | 4     |
| 13º  | 53  | Alessandro Polita  | Celani Team Suzuki Italia   | Suzuki GSX-R1000 K6 | 18   | +0:59.207 | 19º     | 3     |
| 14º  | 96  | Jakub Smrž         | Caracchi Ducati SC          | Ducati 999 F05      | 18   | +1:00.296 | 21º     | 2     |
| 15º  | 42  | Dean Ellison       | Team Pedercini              | Ducati 999RS        | 18   | +1:21.043 | 20º     | 1     |
| 16º  | 73  | Christian Zaiser   | LBR Racing                  | MV Agusta F4 1000R  | 18   | +1:44.306 | 18º     |       |
| 17º  | 95  | Mashel Al Naimi    | D'Antin MotoGP              | Kawasaki ZX-10R     | 17   | +1 giro   | 23º     |       |

#### Ritirati
| Nº | Pilota          | Squadra                   | Motocicletta    | Giri | Griglia |
| -- | --------------- | ------------------------- | --------------- | ---- | ------- |
| 55 | Régis Laconi    | Kawasaki PSG-1 Corse      | Kawasaki ZX-10R | 11   | 13º     |
| 10 | Fonsi Nieto     | Kawasaki PSG-1 Corse      | Kawasaki ZX-10R | 11   | 9º      |
| 25 | Joshua Brookes  | Alto Evolution Honda      | Honda CBR1000RR | 11   | 15º     |
| 36 | Jiří Drazdak    | Yamaha Jr. Pro SBK Racing | Yamaha YZF-R1   | 7    | 22º     |
| 31 | Karl Muggeridge | Alto Evolution Honda      | Honda CBR1000RR | 0    | 14º     |
| 84 | Michel Fabrizio | D.F.X. Corse              | Honda CBR1000RR | 0    | 12º     |

### Gara 2

#### Arrivati al traguardo[5]
| Pos. | Nº  | Pilota             | Squadra                     | Motocicletta        | Giri | Tempo     | Griglia | Punti |
| ---- | --- | ------------------ | --------------------------- | ------------------- | ---- | --------- | ------- | ----- |
| 1º   | 52  | James Toseland     | Hannspree Ten Kate Honda    | Honda CBR1000RR     | 18   | 36:09.433 | 3º      | 25    |
| 2º   | 3   | Max Biaggi         | Alstare Suzuki Corona Extra | Suzuki GSX-R1000 K7 | 18   | +0:00.738 | 2º      | 20    |
| 3º   | 11  | Troy Corser        | Yamaha Motor Italia         | Yamaha YZF-R1       | 18   | +0:07.386 | 1º      | 16    |
| 4º   | 41  | Noriyuki Haga      | Yamaha Motor Italia         | Yamaha YZF-R1       | 18   | +0:14.984 | 4º      | 13    |
| 5º   | 10  | Fonsi Nieto        | Kawasaki PSG-1 Corse        | Kawasaki ZX-10R     | 18   | +0:15.033 | 9º      | 11    |
| 6º   | 71  | Yukio Kagayama     | Alstare Suzuki Corona Extra | Suzuki GSX-R1000 K7 | 18   | +0:15.911 | 7º      | 10    |
| 7º   | 57  | Lorenzo Lanzi      | Ducati Xerox                | Ducati 999 F07      | 18   | +0:16.664 | 5º      | 9     |
| 8º   | 21  | Troy Bayliss       | Ducati Xerox                | Ducati 999 F07      | 18   | +0:23.249 | 6º      | 8     |
| 9º   | 111 | Rubén Xaus         | Team Sterilgarda            | Ducati 999 F06      | 18   | +0:24.282 | 11º     | 7     |
| 10º  | 76  | Max Neukirchner    | Suzuki Germany              | Suzuki GSX-R1000 K6 | 18   | +0:33.480 | 8º      | 6     |
| 11º  | 55  | Régis Laconi       | Kawasaki PSG-1 Corse        | Kawasaki ZX-10R     | 18   | +0:34.004 | 13º     | 5     |
| 12º  | 84  | Michel Fabrizio    | D.F.X. Corse                | Honda CBR1000RR     | 18   | +0:37.297 | 12º     | 4     |
| 13º  | 25  | Joshua Brookes     | Alto Evolution Honda        | Honda CBR1000RR     | 18   | +0:42.064 | 15º     | 3     |
| 14º  | 31  | Karl Muggeridge    | Alto Evolution Honda        | Honda CBR1000RR     | 18   | +0:42.359 | 14º     | 2     |
| 15º  | 53  | Alessandro Polita  | Celani Team Suzuki Italia   | Suzuki GSX-R1000 K6 | 18   | +0:46.206 | 19º     | 1     |
| 16º  | 96  | Jakub Smrž         | Caracchi Ducati SC          | Ducati 999 F05      | 18   | +0:46.467 | 21º     |       |
| 17º  | 38  | Shin'ichi Nakatomi | Yamaha YZF                  | Yamaha YZF-R1       | 18   | +0:51.300 | 16º     |       |
| 18º  | 99  | Steve Martin       | D.F.X. Corse                | Honda CBR1000RR     | 18   | +1:03.411 | 17º     |       |
| 19º  | 42  | Dean Ellison       | Team Pedercini              | Ducati 999RS        | 18   | +1:42.715 | 20º     |       |
| 20º  | 95  | Mashel Al Naimi    | D'Antin MotoGP              | Kawasaki ZX-10R     | 17   | +1 giro   | 23º     |       |

#### Ritirati
| Nº | Pilota           | Squadra                   | Motocicletta       | Giri | Griglia |
| -- | ---------------- | ------------------------- | ------------------ | ---- | ------- |
| 36 | Jiří Drazdak     | Yamaha Jr. Pro SBK Racing | Yamaha YZF-R1      | 6    | 22º     |
| 44 | Roberto Rolfo    | Hannspree Ten Kate Honda  | Honda CBR1000RR    | 0    | 10º     |
| 73 | Christian Zaiser | LBR Racing                | MV Agusta F4 1000R | 0    | 18º     |

### Supersport

#### Arrivati al traguardo[3]
| Pos. | Nº  | Pilota             | Squadra                    | Motocicletta    | Giri | Tempo     | Griglia | Punti |
| ---- | --- | ------------------ | -------------------------- | --------------- | ---- | --------- | ------- | ----- |
| 1º   | 54  | Kenan Sofuoğlu     | Hannspree Ten Kate Honda   | Honda CBR600RR  | 18   | 37:22.452 | 4º      | 25    |
| 2º   | 11  | Kevin Curtain      | Yamaha World SSP Racing    | Yamaha YZF-R6   | 18   | +3.413    | 1º      | 20    |
| 3º   | 21  | Katsuaki Fujiwara  | Althea Honda               | Honda CBR600RR  | 18   | +6.228    | 3º      | 16    |
| 4º   | 9   | Fabien Foret       | Gil Motor Sport            | Kawasaki ZX-6R  | 18   | + 13.759  | 5º      | 13    |
| 5º   | 7   | Pere Riba          | Gil Motor Sport            | Kawasaki ZX-6R  | 18   | + 13.857  | 6º      | 11    |
| 6º   | 127 | Robbin Harms       | Stiggy Motorsport Honda    | Honda CBR600RR  | 18   | + 14.534  | 13º     | 10    |
| 7º   | 55  | Massimo Roccoli    | Yamaha Team Italia         | Yamaha YZF-R6   | 18   | + 18.650  | 10º     | 9     |
| 8º   | 69  | Gianluca Nannelli  | Caracchi Ducati SC         | Ducati 749R     | 18   | + 18.775  | 8º      | 8     |
| 9º   | 77  | Barry Veneman      | Hoegee Suzuki              | Suzuki GSX-R600 | 18   | + 19.291  | 11º     | 7     |
| 10º  | 31  | Vesa Kallio        | Hoegee Suzuki              | Suzuki GSX-R600 | 18   | + 20.595  | 12º     | 6     |
| 11º  | 12  | Javier Forés       | HP Racing                  | Honda CBR600RR  | 18   | + 20.817  | 14º     | 5     |
| 12º  | 18  | Craig Jones        | Revè Ekerold Honda Racing  | Honda CBR600RR  | 18   | + 22.398  | 22º     | 4     |
| 13º  | 4   | Lorenzo Alfonsi    | Althea Honda               | Honda CBR600RR  | 18   | + 26.903  | 20º     | 3     |
| 14º  | 44  | David Salom        | Yamaha Spain               | Yamaha YZF-R6   | 18   | + 28.568  | 21º     | 2     |
| 15º  | 45  | Gianluca Vizziello | RG Team                    | Yamaha YZF-R6   | 18   | + 34.516  | 17º     | 1     |
| 16º  | 60  | Vladimir Ivanov    | Vector Racing              | Yamaha YZF-R6   | 18   | + 36.969  | 19º     |       |
| 17º  | 8   | Chris Peris        | Moto 1 - Yamaha Bikersdays | Yamaha YZF-R6   | 18   | + 43.631  | 16º     |       |
| 18º  | 25  | Tatu Lauslehto     | Intermoto Czech            | Honda CBR600RR  | 18   | + 57.399  | 28º     |       |
| 19º  | 17  | Miguel Praia       | Racing Team Parkalgar      | Honda CBR600RR  | 18   | +1:08.489 | 27º     |       |
| 20º  | 34  | Davide Giugliano   | Lightspeed Kawasaki Supp.  | Kawasaki ZX-6R  | 18   | +1:08.518 | 15º     |       |
| 21º  | 88  | Gergő Talmácsi     | Vector Racing              | Yamaha YZF-R6   | 18   | +1:08.688 | 32º     |       |
| 22º  | 46  | Jesco Günther      | CRS Grand Prix             | Honda CBR600RR  | 18   | +1:15.546 | 30º     |       |
| 23º  | 94  | David Checa        | Yamaha - GMT 94            | Yamaha YZF-R6   | 18   | +1:25.936 | 24º     |       |
| 24º  | 96  | Nikola Milovanovic | Benjan Motoren             | Honda CBR600RR  | 18   | +1:29.951 | 35º     |       |

#### Ritirati
| Nº  | Pilota                | Squadra                     | Motocicletta   | Giri | Griglia |
| --- | --------------------- | --------------------------- | -------------- | ---- | ------- |
| 169 | Julien Enjolras       | Tati Team Beaujolais Racing | Yamaha YZF-R6  | 17   | 31º     |
| 35  | Gilles Boccolini      | PMS Corse                   | Kawasaki ZX-6R | 17   | 34º     |
| 16  | Sébastien Charpentier | Hannspree Ten Kate Honda    | Honda CBR600RR | 16   | 2º      |
| 26  | Joan Lascorz          | Glaner Motocard.com         | Honda CBR600RR | 13   | 18º     |
| 194 | Sébastien Gimbert     | Yamaha - GMT 94             | Yamaha YZF-R6  | 13   | 25º     |
| 32  | Yoann Tiberio         | Stiggy Motorsport Honda     | Honda CBR600RR | 12   | 9º      |
| 116 | Simone Sanna          | Racing Team Parkalgar       | Honda CBR600RR | 12   | 26º     |
| 73  | Yves Polzer           | LBR Racing                  | Ducati 749R    | 7    | 33º     |
| 23  | Broc Parkes           | Yamaha World SSP Racing     | Yamaha YZF-R6  | 5    | 7º      |
| 38  | Grégory Leblanc       | Vazy Racing                 | Honda CBR600RR | 5    | 23º     |
| 37  | William De Angelis    | Intermoto Czech             | Honda CBR600RR | 2    | 29º     |
| 39  | David Forner          | Yamaha Spain                | Yamaha YZF-R6  | 0    | 36º     |